# حسن جونز
حسن جونز (بالإنجليزية: Hassan Jones)‏ هو لاعب كرة قدم أمريكية أمريكي، ولد في 2 يوليو 1964 في كليرواتر في الولايات المتحدة.

## وصلات خارجية
- حسن جونز على موقع مرجع كرة القدم المحترفة.كوم (الإنجليزية)